# كيفن بريغز
كيفن بريغز (27 يناير 1939 في نيوزيلندا - 9 أبريل 2004 في نيوزيلندا) (بالإنجليزية: Kevin Briggs)‏ هو لاعب كريكت نيوزلندي.

## وصلات خارجية
- كيفن بريغز على موقع إي آس بي آن كريك إنفو (الإنجليزية)